# Carla Kohlmann
Carla Kohlmann (* 31. Mai 1906 in New York, Vereinigte Staaten; † 19. April 1994 in Berlin) war eine deutsche Politikerin (SPD).
Carla Kohlmann besuchte eine Handelsschule und machte eine kaufmännische Lehre. Sie wurde Fremdsprachensekretärin für Englisch und Französisch. Nach dem Zweiten Weltkrieg wurde sie 1945 Gerichtsprotokollführerin. 1957 wurde Kohlmann Beraterin für Sozialversicherung bei der Arbeiterwohlfahrt (AWO) Berlin, im selben Jahr trat sie der SPD bei. Sie wurde 1962 Vorsitzende der Arbeiterwohlfahrt im Bezirk Tiergarten. Bei der Berliner Wahl 1963 wurde sie Bürgerdeputierte in Berlin-Tiergarten. Bei der Wahl 1971 wurde Kohlmann in das Abgeordnetenhaus von Berlin gewählt, dem sie bis 1975 angehörte. 